# Odiseea spațială
Odiseea spațială (titlu original Space Odyssey) este o serie științifico-fantastică a autorului britanic Arthur C. Clarke. Seria explorează sistemul solar (în special planeta Jupiter cu sateliții ei) și prezintă evoluția vieții inteligente în cadrul acestuia.

## Conținutul seriei
Seria conține patru romane, două filme și două povestiri. Acestea din urmă nu se potrivesc cu evenimentele prezentate în cadrul seriei, dar, datorită faptului că ideile prezentate în ele au stat la baza primul roman, sunt considerate ca făcând parte din serie.
Romane
- 2001: A Space Odyssey (1968) - ro. 2001: O odisee spațială
- 2010: Odyssey Two (1982) - ro. 2010: A doua odisee
- 2061: Odyssey Three (1987) - ro. 2061: A treia odisee
- 3001: Final Odyssey (1997) - ro. 3001: Odiseea finală

Filme
- 2001: A Space Odyssey (1968) - ro. 2001: O odisee spațială - a fost realizat în paralel cu cartea omonimă, fiind lansate simultan
- 2010 (1984) - ro. 2010 - reprezintă o ecranizare a romanului omonim

Povestiri
- "The Sentinel" (1951) - ro. "Sentinela"
- "Encounter in the Dawn" (1953) - ro. "Fantastica întâlnire din zori"

## Originea seriei
La sfârșitul anului 1948, Clarke a scris o povestire de 4000 de cuvinte pentru un concurs finanțat de BBC. Povestirea, intitulată "Sentinela", relata despre descoperirea pe Lună a unui artefact extraterestru amplasat acolo pentru a supraveghea dezvoltarea rasei umane. BBC a respins povestirea, care avea să fie publicată abia trei ani mai târziu, în unicul număr al publicației 10 Story Fantasy.
În vara anului 1964, Clarke a fost contactat de regizorul Stanley Kubrick, care era interesat de realizarea unui film SF de calitate. În timpul dezbaterilor legate de ideea intrigii, cei doi au decis că povestirea "Sentinela" putea constitui un bun punct de plecare. Inițial, Clarke a fost desemnat să scrie scenariul filmului, dar în timpul uneia dintre ședințele lor, Kubrick a sugerat ca, înaintea începerii scenariului propriu-zis, să-și dea frâu liber imaginației scriind întâi un roman care să stea la baza filmului. Prima parte a acestuia (în care extratereștrii influențează strămoșii primitivi ai oamenilor) este similară din punct de vedere al intrigii cu o povestire mai veche a lui Clarke, "Fantastica întâlnire din zori".
Spre sfârșit, romanul și scenariul au ajuns să fie scrise în paralel, ambele primind feedback. Despre această experiență, Clarke a declarat:
„Așa că am trăit adesea experiența neobișnuită de a revizui manuscrisul după ce vedeam filmările zilnice bazate pe o versiune anterioară a povestirii - un mod stimulativ, deși mai degrabă costisitor, de a scrie un roman.”
Clarke a finalizat o primă versiune a romanului 2001: O odisee spațială în 1964, intenționând să o publice în 1965, înainte de lansarea filmului, programată pentru 1966. După multe amânări, filmul a fost lansat în primăvara anului 1968, înaintea publicării cărții, care a avut loc câteva luni mai târziu. Deoarece programul făcea dificilă colaborarea între ei la scrierea romanului, acesta a fost considerat în întregime opera lui Clarke, ceea ce a creat impresia că romanul era o novelizare a filmului de care Kubrick ar fi profitat pentru a submina paternitatea lui Clarke asupra subiectului. Acesta este unul dintre motivele pentru care o serie de detalii diferă între film și carte. Dacă filmul conține puține explicații ale evenimentelor, Clarke a oferit în roman explicații ale cauzelor și efectelor acestora. În plus, Clarke a păstrat ideea originală ca monolitul să se afle în apropierea planetei Saturn, idee la care Kubrick a renunțat din motive tehnice. Filmul a mutat acțiunea în apropiere de Jupiter, o planetă mult mai ușor de simulat cu mijloacele tehnice ale vremii.
Scenariul filmului a fost nominalizat în 1969 pentru un premiu Oscar.
Inițial, atât Clarke cât și Kubrick au considerat subiectul închis și au respins ideea unei posibile continuări a proiectului 2001. Însă, în 1979, sondele spațiale Voyager 1 și Voyager 2 au ajuns în apropierea planetei Jupiter și au transmis imagini despre ea și despre sateliții ei. Noile informații primite despre această regiune a sistemului solar l-au îndemnat pe Clarke să ia în considerare descrierea lor pentru publicul larg în ceea ce putea deveni o continuare a romanului 2001. El a scris un rezumat al acestei posibile continuări și l-a trimis atât agentului său, Scott Meredith, cât și lui Kubrick. Dacă acesta din urmă nu a fost interesat de proiect, primul l-a îndemnat să scrie cartea care avea să devină 2010: A doua odisee. Cartea a apărut în 1982 și a fost ecranizată doi ani mai târziu în regia lui Peter Hyams.
Planurile de explorare a spațiului includeau, pentru anii '80, lansarea misiunii Galileo, care avea să realizeze un studiu detaliat al sateliților lui Jupiter. Clarke s-a decis să profite de informațiile pe care aceștia aveau să le trimită pentru a scrie o a treia carte, însă Dezastrul navetei spațiale Challenger a amânat proiectul celor de la NASA. În consecință, Clarke a decis să profite de revenirea periodică a cometei Halley în sistemul solar pentru a scrie 2061: A treia odisee, un roman pentru care editorul i-a oferit un avans de doar un dolar.
După ce misiunea Galileo a fost dusă la bun sfârșit cu o întârziere de câțiva ani, Clarke s-a folosit de materialul adunat de acestea pentru a scrie o ultimă carte a seriei, intitulată 3001: Odiseea finală.

## Cronologie
- Într-un moment neprecizat din trecut - Primii născuți, o rasă de ființe extraterestre, încep explorarea spațiului cosmic
- Cu 4 milioane de ani în urmă - Primii născuți ajung în sistemul solar și aleg rasa oamenilor-maimuță ca având potențial pentru evoluția inteligenței. Ei amplasează în Olduvai Gorge un monolit care ajută oamenii-maimuță să facă pașii necesari pe scara evoluției.
- 1999 - Pe Lună este descoperită o anomalie magnetică în craterul Tycho. O echipă condusă de doctorul Heywood Floyd face excavații în zonă și descoperă un monolit care, în contact cu lumina solară, trimite un semnal în cosmos către o regiune din spațiu aflată în apropierea planetei Jupiter.[7]
- 2001 - O expediție este trimisă spre destinația semnalului la bordul navei americane Discovery. Din ea fac parte David Bowman, Frank Poole, inteligența artificială HAL-9000 și încă trei membri aflați în stare de animație suspendată. Pe parcursul călătoriei HAL manifestă un comportament aberant care duce la uciderea celor aflați în stare de hibernare și la accidentarea lui Poole, care este azvârlit în spațiu. Bowman, singurul supraviețuitor, reușește să-l deconecteze pe HAL și să preia controlul asupra navei. La punctul de destinație descoperă un alt monolit, mult mai mare ca cel de pe Lună, prin intermediul căruia pășește în altă galaxie, unde conștiința sa este despărțită de trup, devenind un Copil al Stelelor.
- 2006 - Monolitul de pe Lună este adus pe Pământ și amplasat în fața sediului Națiunilor Unite din New York City.
- 2010 - Nava sovietică Leonov, având la bord un echipaj mixt americano-sovietic din care face parte și Heywood Floyd este trimisă să cerceteze epava navei Discovery, să cerceteze monolitul și să dezlege misterul dispariției lui Bowman. Nava chinezească Tsien le-o ia înainte, dar echipajul ei este masacrat de o formă de viață indigenă în timpul escalei făcute pe Europa pentru realimentare. Conștiința lui Bowman revine în sistemul solar și-l avertizează pe Floyd despre necesitatea părăsirii vecinătății planetei Jupiter. Cu ajutorul lui HAL, repus în funcțiune de proiectantul său, Leonov părăsește orbita lui Jupiter cu puțin timp înainte ca monolitul aflat în zonă să se divizeze și să transforme planeta gigantică într-un mic soare. HAL și Discovery sunt distruși în eveniment, dar Bowman ia alături de el conștiința inteligenței artificiale și, împreună cu ea, se retrage în monolitul care urmează să supravegheze evoluția vieții de pe Europa, nu înainte de a transmite omenirii un mesaj prin care interzice asolizarea pe acest satelit.
- cca. 2030 - Prima coborâre pe Mercur a unei nave cu echipaj uman.
- 2034 - Un impuls electromagnetic provocat de impactul Pământului cu un asteroid șterge un procent însemnat de date din banca de informații a lumii.
- 2061 - Prima asolizare pe o cometă, Halley, realizată de echipajul navei Universe, la bordul căreia se află Heywood Floyd, acum în vârstă de 103 de ani. Nava este trimisă ulterior în ajutorul navei Galaxy, obligată să aterizeze forțat pe Europa. Operațiunea este încununată de succes, dar navele și sondele umane sunt împiedicate ulterior să mai coboare pe Europa.
- 2513 - În Olduvai este descoperit monolitul care a aprins scânteia evoluției rasei umane.
- cca. 2550 - Monolitul de pe Europa trimite un mesaj către Primii născuți, în care avertizează despre pericolul pe care omenirea îl reprezintă pentru evoluția europanilor.
- 3001 - Trupul congelat al lui Frank Poole este descoperit în centura Kuiper. Deoarece frigul cosmic a păstrat nealterate corpul și mintea, medicina avansată a acelor vremuri permite readucerea lui la viață. După ce se adaptează la viața din noua epocă, Poole încearcă să ia legătura cu Bowman. Conștiința acestuia s-a contopit cu a lui HAL în interiorul monolitului, dând naștere entității Halman, care-i permite lui Poole asolizarea pe Europa. Între timp, monolitul primește de la Primii născuți ordinul de a distruge omenirea, dar, cu ajutorul lui Halman, Poole reușește să infecteze monolitul cu un virus informatic. Toți monoliții din sistemul solar dispar, iar omenirea are cale liberă spre Europa și viața care evoluează acolo.
- 20001 - Europanii au evoluat suficient încât să înțeleagă mecanica cerească a sistemului solar și să se organizeze într-o societate, începând să-și pună întrebări legate de ființele a căror activitate o depistează în spațiu (oamenii).

## Personaje
- David Bowman: Este comandantul misiunii Discovery și singurul supraviețuitor uman al acesteia. Reușește să-l deconecteze pe HAL și să continue de unul singur misiunea, ajungând la monolitul TMA-1. Prin intermediul acestuia pășește în spațiul cosmic, unde se transformă într-o entitate nemuritoare, un Copil-al-Stelelor. Revenit în sistemul solar, îi avertizează pe cei de la bordul navei Leonov despre pericolul reprezentat de staționarea în apropierea planerei Jupiter. După transformarea acesteia în micul soare Lucifer, se retrage în monolitul Marele Zid, de unde supraveghează evoluția europanilor și are grijă ca între ei și oameni să nu existe un contact prematur. În cele din urmă, conștiința sa fuzionează cu cea a lui HAL, noua entitate - Halman - avertizând omenirea despre iminenta distrugere programată de Primii născuți. Halman ajută omenirea să viruseze monolitul Marele Zid, distrugându-l înainte să-și ducă la capăt genocidul, apoi se transferă într-o unitate de stocare. Deoarece poartă cu sine virusul, lui Halman nu i se permite să părăsească ulterior unitatea de stocare, ci este obligat să rămână „depozitat” în muntele lunar Pico un timp nedefinit, până când omenirea va găsi o cale să contracareze virusul. Apare în toate cărțile seriei.
- HAL-9000: Inteligență artificială proiectată de dr. Chandra. Numele său vine de la Heuristic ALgoritmic, dar în continuarea 2010 se menționează zvonul că numele ar fi fost ales special pentru a o lua înaintea celor de la IBM (literele care compun numele HAL fiind cele care le preced în alfabet pe cele din numele IBM)[8]. Se ocupă de bunul mers al navei Discovery, dar ambiția sa de a se dovedi demn de misiunea încredințată îl aduce într-o stare stranie în care e dispus să ucidă tot echipajul uman de la bord pentru a asigura cu orice preț succesul misiunii. El provoacă accidente care duc la decesul tuturor oamenilor de la bord, în afara lui Bowman, care-l decuplează. În cadrul misiunii Leonov este repus în funcțiune și reprogramat de dr. Chandra, ajutând la salvarea navei în timpul de transformare a planetei Jupiter în micul soare Lucifer. Deoarece fizic este distrus în acest proces, împreună cu nava Discovery, conștiința sa este salvată de David Bowman care o ia alături de el în monolitul Marele Zid, unde vor fuziona și vor da naștere entității Halman. Apare în toate cărțile seriei.
- Dr. Heywood Floyd: Savant american desemnat să asiste la dezgroparea monolitului TMA-1 din craterul lunar Tycho. Ulterior, este cooptat în misiunea Leonov, menită să pornească pe urmele navei Discovery. Entitatea în care s-a transformat David Bowman ia legătura cu el și-l avertizează despre pericolul staționării în apropierea planetei Jupiter. În timpul călătoriei înapoi spre Pământ, suferă un accident a cărui recuperare duce la prelungirea vieții sale, dar și la imposibilitatea revenirii pe Pământ. Relațiile sale cu familia se deteriorează: prima soție are un accident, a doua îl părăsește, iar copiii rezultați din cele două mariaje se înstrăinează de el. Ajuns centenar, participă la prima descindere pe cometa Halley, apoi ajută la salvarea echipajului navei Galaxy, naufragiat pe Europa, din care făcea parte și nepotul său. Apere în primele trei cărți ale seriei.
- Frank Poole: Secundul lui Bowman în misiunea Discovery, este victima unui atentat pus la cale de HAL, în urma căruia este expulzat în spațiul cosmic, cu costumul sfâșiat. Conservarea realizată de temperatura apropiată de zero absolut permite readucerea sa la viață odată cu recuperarea sa, în anul 3001. Este singurul cu care Halman acceptă să vorbească, informându-l despre pericolul care pândește omenirea. Alături de consiliul guvernator al omenirii, el îi trimite lui Halman virusul cu ajutorul căruia acesta oprește acțiunea distructivă a monolitului Marele Zid. Apare în prima și în ultima carte a seriei.

## Sistemul solar

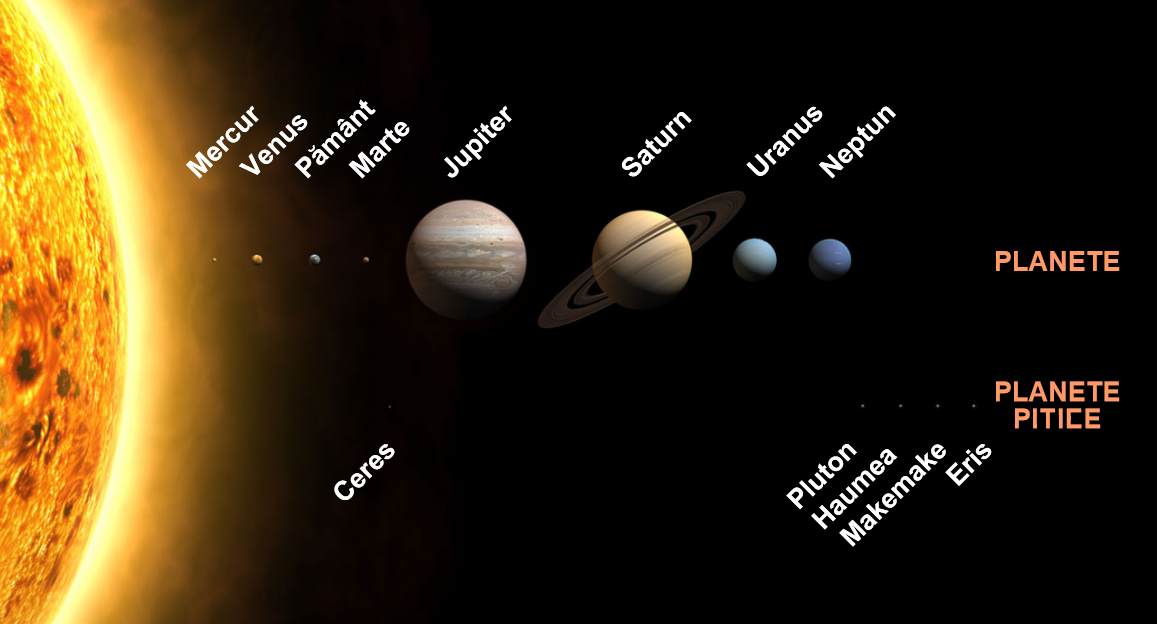
Sistemul solar, cadrul în care se desfăşoară acţiunea seriei. Doar dimensiunile sunt la scară, nu şi distanţele de la Soare.

Seria constituie un pretext pentru Clarke de a descrie sistemul solar și evoluția sa posibilă. De altfel, scrierea unor continuări la romanul 2001 a fost generată de misiunile spațiale Voyager și Galileo, a căror date detaliate legate de Jupiter și sateliții acestuia i-au oferit material suplimentar pentru cadrul descris în prima carte.
De-a lungul seriei, omenirea se avântă tot mai departe în sistemul solar, construind un inel orbital legat de Pământ prin patru lifturi spațiale, colonizând Luna, planeta Marte, coborând pe Mercur și instalându-și baze pe sateliții lui Jupiter Callisto și Ganymede. În 3001 se vorbește chiar despre tractarea cometelor spre Venus - unde se află o bază științifică - pentru a modifica atmosfera planetei în vederea unei terraformări ulterioare. În același roman se vorbește despre explorarea centurii Kuiper și călătoriile efectuate către stelele cele mai apropiate.
Cea mai spectaculoasă problemă pusă de Clarke este transformarea planetei Jupiter într-un mic soare, botezat Lucifer. Transformarea este posibilă grație tehnologiei aflată în posesia monoliților și are o serie de consecințe:
- viața de pe Jupiter este exterminată
- aflându-se suficient de aproape de Europa, noul soare ajută viața de pe satelit să părăsească mediul marin și să-și înceapă lungul proces al evoluției spre viața inteligentă.
- în procesul de transformare în soare, miezul lui Jupiter - un diamant imens - este sfărâmat și expulzat în spațiu. Un fragment ajunge pe Europa, de unde oamenii încearcă să îl recupereze în romanul 2061, iar restul se răspândesc pe orbita noului soare. Ulterior, diamantele sunt recuperate și folosite la construirea lifturilor spațiale de pe Pământ.
- ritmul vieții de pe Pământ se schimbă, omenirea beneficiind acum de aportul Soarelui o jumătate de zi și de al lui Lucifer în cealaltă jumătate. La sfârșitul romanului 2010, Clarke își exprimă temerile legate de efectele pe care acest eveniment le va avea asupra ecosistemului terestru, menționând că este posibil ca unele specii de plante și de animale, care aveau un ritm de viață nocturn, să dispară.

O altă problemă interesantă ridicată de autorul britanic o constituie explorarea suprafeței cometei Halley. Cu mai bine de un secol în urmă, Jules Verne făcea și el o descriere a unei comete în romanul Hector Servadac. Dacă demersul scriitorului francez era mai mult unul fantezist, cel al lui Clarke se bazează pe detalii atent documentate și pe speculații științifice interesante, cum ar fi cel al folosirii apei înghețate din structura cometei pentru a propulsa o navă spațială care folosește apa.
De-a lungul seriei, Clarke descrie în amănunțime și ceilalți doi sateliți mari ai lui Jupiter, Europa și Io, la primul dintre aceștia speculând pe baza transformărilor pe care le-ar putea provoca Lucifer în vederea evoluției vieții inteligente.
Deoarece primul roman, 2001, respectă ideea inițială a lui Clarke și Kubrick și nu direcția în care a evoluat ulterior filmul și restul seriei, scriitorul britanic descrie în acesta și planeta Saturn cu inelele sale și unul dintre sateliți, Iapetus.

## Tehnologia
Intervalul mare de timp scurs de la scrierea primului roman al seriei și până la încheierea acesteia - aproape trei decenii - i-a permis lui Clarke să fie martor la numeroase descoperiri științifice și tehnologice, care au schimbat teoriile legate de tehnologiile viitorului. Scriitorul britanic a speculat pe marginea acestor descoperiri și a făcut extrapolări, chiar dacă a recunoscut că anii invocați de el pentru folosirea anumitor tehnologii nu coincid neapărat cu momentul real în care ele cor deveni realitate:
„2001 nu va sosi în 2001, deși, lăsând la o parte accidentele, până la acea dată aproape toate lucrurile descrise în carte și film vor fi într-un stadiu avansat de planificare.”

### Zborul spațial
„Nu trebuie uitat nici faptul că 2001 a fost scris într-o perioadă situată înaintea unui Mare Prag în istoria omenirii [...] pasul pe Lună al lui Neil Armstrong. 20 iulie 1969 se afla la jumătate de deceniu în viitor când Stanley Kubrick și cu mine am început să ne gândim la un „proverbial film science fiction bun”.”
- 2001
  - Nava americană Discovery dispune de un motor cu plasmă și un reactor cu fisiune. Zborul este asigurat de un computer de bord (HAL-9000), ajutat de doi oameni, în timp ce personalul necesar odată cu sosirea la destinație se află în stare de animație suspendată. Nava nu dispune de suficient combustibil pentru a reveni la bază, echipajul urmând să fie recuperat după cinci ani de o altă navă.
- 2010
  - Nava americană Discovery II este construită pe principii similare lui Discovery, dar are suficient combustibil pentru a efectua și călătoria de întoarcere.
  - Nava sovietică Leonov folosește un motor Saharov care utilizează o reacție termonucleară pulsatorie pentru încălzirea și arderea hidrogenului lichid (de la lansare până la atingerea vitezei necesare) și, respectiv, a amoniacului (pentru frânare și revenirea pe Pământ). Combustibilul este limitat și nu trebuie consumat necugetat, unul dintre modurile de economisire a lui fiind folosirea efectului de praștie în apropierea planetelor. Pe parcursul călătoriei, o parte din echipaj se află în stare de animație suspendată.
  - Nava chinezească Tsien beneficiază de un motor similar, care folosește ca și combustibil apa, fapt ce îi permite să se oprească pentru realimentare pe corpurile cerești care conțin apă, reducând astfel cantitatea de combustibil transportată și folosită.
- 2061
  - Călătoriile interplanetare devin viabile din punct de vedere economic grație navelor cu fuziune catalizată cu ajutorul muonilor. Pasagerii nu mai trebuie să hiberneze pe parcursul călătoriilor, iar realimentarea cu combustibil se poate face în timpul zborului cu ajutorul unor nave-cisternă sau a combustibilului disponibil pe diverse corpuri cosmice.
- 3001
  - Călătoriile interstelare sunt posibile datorită motoarelor inerțiale, care nu au mijloace de sprijin vizibile și posedă o rază de acțiune și o viteză nelimitate.

### Inteligența artificială
La data scrierii romanului 2001, inteligența artificială făcea referire la roboții (în general umanoizi) folosiți în diverse activități și la sistemele cibernetice complexe, capabile să coordoneze o activitate complexă. Clarke și Kubrick au apelat la cea de-a doua categorie, pe care au reprezentat-o cu ajutorul lui HAL-9000. Acestuia i se încredințează misiunea reală a lui Discovery, pe care trebuie să o țină secretă față de Bowman și Poole. Acest ordin creează în HAL o tensiune care, coroborată cu problemele care apar pe parcursul zborului și care pun în pericol îndeplinirea misiunii, duce la un comportament deviant al acestuia. El raportează eronat o serie de defecțiuni ale navei, iar apoi încearcă uciderea tuturor membrilor echipajului, pentru ca aceștia să nu poată împiedica îndeplinirea misiunii. După resetarea de către Bowman, el este readus „la viață” de proiectantul său, dr. Chandra. Reprogramarea sa decurge fără incidente și HAL își va îndeplini în continuare misiunea de mașină fără suflet, sacrificându-se fără resentimente pentru a salva echipajul uman de pe nava Leonov. Conștiința sa va fi luată de Bowman în interiorul monolitului Marele Zid.
Evoluția informaticii, cu dezvoltarea internetului și apariția realității virtuale, i-au permis ulterior lui Clarke să renunțe la conceptul super-calculatorului de tipul lui HAL caracteristic anilor '60-'70 și apelarea la concepte uzuale ale SF-ului contemporan. În 3001 apar, astfel, Casca - un dispozitiv care se calibrează în conformitate cu personalitatea posesorului și îi permite accesul la un sistem informatic al omenirii - și valeții - ființe fără identitate, menite să-i slujească pe oameni, dar care posedă un anumit statut social.

### Medicina
Prima realizare din domeniul medicinii care apare odată cu romanul 2001 este menținerea vieții în stare de animație suspendată. Trei dintre membrii echipajului misiunii Discovery se află în stare de hibernare care durează câteva luni, urmând să fie treziți la destinație.
La revenirea pe Pământ a misiunii Leonov, Floyd suferă un accident din care este recuperat cu greu grație descoperirilor medicale ale vremii. Deși repausul îndelungat într-un spital orbital lipsit de gravitație va face imposibilă revenirea sa ulterioară pe Pământ, a cărui gravitație l-ar ucide, Floyd beneficiază de prelungirea vieții atât datorită traiului în gravitație scăzută, cât și datorită tratamentului medical. La data îmbarcării sale pe nava Universe, a cărei misiune o constituie studierea cometei Halley, Floyd are deja 103 ani, iar organismul său se comportă ca la șaptezeci.
Cea mai deosebită performanță în domeniul medicinii o constituie readucerea la viață a lui Poole, în anul 3001, după un mileniu petrcut în vidul cosmic. Clarke pornește de la premisa că temperatura apropiată de zero absolut a conservat atât funcțiile corpului lui Poole, cât și pe cele ale creierului său, iar un nivel medical adecvat ar putea face reversibil procesul morții, care este astfel privit ca o comă îndelungată. Poole se pune pe picioare din toate punctele de vedere, atât fizic cât și mental, singura problemă fiind incapacitatea sa de a mai procrea, lucru datorat expunerii prelungite la radiația cosmică.
Tot în anul 3001, descoperirile în domeniul ingineriei genetice permit crearea unor ființe demult dispărute, de genul dinozaurui zburător similar unui dragon pe care Poole îl întâlnește în sejurul său pe Lună.

## Forme de viață extraterestre

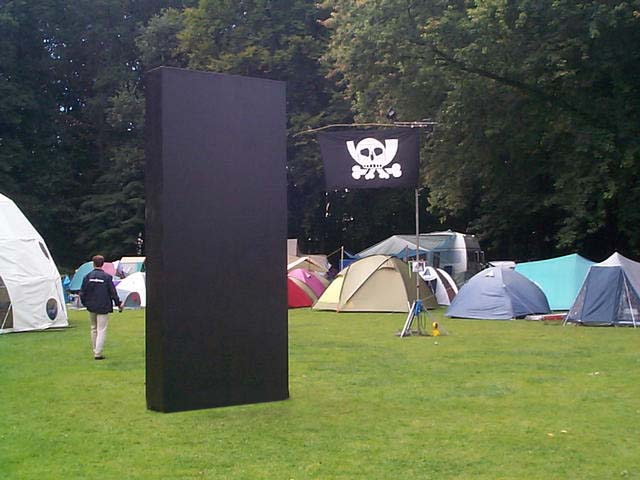
Chaos Computer Club a folosit un model al monolitului din 2001 la convenţia Hackers at Large

### Primii născuți
Această rasă extraterestră nu este umană, dar e compusă „din carne și oase”. Ea călătorește prin spațiu și susține evoluția vieții în toate locurile în care consideră că acest lucru este posibil. Odată cu dezvoltarea tehnologică, membrii ei renunță la deplasarea cu ajutorul navelor spațiale și devin una cu ele, transferându-și mentalul în structura lor. În cele din urmă renunță și la acest mediu material, ajungând să-și poată păstra gândurile în matrice de lumină și devenind energie pură.
Monoliții
Monoliții sunt structuri lăsate de Primii născuți pentru a supraveghea evoluția vieții în diverse locuri din galaxie. Ei au formă paralelipipedică, culoare neagră, suprafață alunecoasă și dimensiuni variate, care însă respectă proporțiile 1:4:9.
- TMA-0: Monolitul lăsat pe Pământ în Olduvai pentru a ajuta evoluția oamenilor-maimuță. El îi învață telepatic pe aceștia cum să se apere de dușmani, de alte triburi și cum să găsească surse de hrană alternative. Acoperit de nisipuri de-a lungul mileniilor, este descoperit în 2006 și mutat în Manhattan, în fața sediului Națiunilor Unite.
- TMA-1: Monolit amplasat pe Lună, în craterul Tycho. Este cel care a dat numele de TMA, care înseamnă „Tycho Magnetic Anomaly”, deoarece produce o perturbare magnetică. După dezgroparea lui, la contactul cu lumina solară, emite un semnal sonor către Jupiter (sau Saturn, conform romanului 2001).
- TMA-2: Monolitul către care se îndreaptă semnalul sonor emis de TMA-1. Botezat și Fratele cel Mare sau Zagadka, el este o poartă stelară către alte zone ale universului. Prin el pășește David Bowman înainte de a se transforma într-un Copil-al-Stelelor și tot el este cel care, prin diviziune, metamorfozează nucleul lui Jupiter și dă naștere micului soare Lucifer.
- Marele Zid: Monolitul lăsat pe Europa pentru a supraveghea evoluția europanilor. Este un fel de calculator gigantic, care comunică cu creatorii săi cu viteze sub-luminice și care încorporează conștiințele lui Bowman și HAL. După ce primește ordinul de distrugere a omenirii, se divizează și încearcă să obtureze lumina solară, dar este distrus cu ajutorul unui virus informatic introdus în structura sa de către oameni.

### Europanii
„Imaginează-ţi un stejar, sau mai bine un smochin tropical, cu rădăcinile şi trunchiurile lui multiple, turtite de gravitaţie şi încercând să se târască pe pămâmt. [...] Am văzut mugurii mari care se formau pe ramuri. Era ca atunci când vezi, la viteză mare, un film cu flori care se deschid. Chiar am crezut că sunt flori, fiecare cât un cap de om. Membrane delicate, minunat colorate, începeau să se desfacă. [...] Cârcei şi stamine care se ondulau uşor... [...] Avea zeci de flori mari, în stadii diferite de dezvoltare. Acum îmi aminteau de nişte fluturi care tocmai ies din crisalide, încă fragili, cu aripile mototolite... [...] „Staminele”, cum le spuneam eu, aveaun puncte albastre la capete. Arătau ca nişte safire minuscule sau ca ochii albaştri de pe mantia unei moluşte, sensibili la lumină, dar incapabili să formeze imagini reale.”
Clarke propune ipoteza că viața s-ar fi dezvoltat pe satelitul Europa sub stratul de gheață care-i acoperă suprafața, presupunând că activitatea tectonică a planetei permite existența apei în zonele adânci, sub o calotă extrem de groasă de gheață. Transformarea planetei Jupiter într-un soare apropiat de satelit duce la creșterea temperaturii medii la suprafață, ceea ce determină topirea ghețurilor. Astfel, creaturile din adâncurile oceanelor europane pot ieși la suprafață.
Asemănătoare ființelor acvatice terestre, acestea își petrec în primă fază viața în ambele medii: ziua stau în adâncurile oceanelor, iar noaptea ies la suprafață și se odihnesc în igluuri construite pe gheață. În epilogul romanului 2001, a cărui acțiune se petrece în 20.001, Clarke precizează că europanii s-au mutat la suprafața planetei și chiar au început să exploreze fața mereu întunecată a satelitului, la care lumina lui Jupiter/Lucifer nu ajunge niciodată. Din acel loc ei sunt capabili să observe ceilalți sateliți mari ai lui Jupiter - Io, Ganymede și Callisto - precum și activitatea desfășurată de oameni în spațiul cosmic, care îi determină să-și pună o serie de întrebări existențiale.

### Viața de pe Jupiter
„Jupiter rămânea o lume fragilă, a ceții și spumei, a organismelor delicate și mătăsoase, cu țesuturi nu mai groase decât hârtia, ce abia supraviețuiau prin cpntinua precipitație de substanțe chimice formate de fulgere, în partea superioară a atmosferei. Puține dintre aceste structuri erau mai substanțiale decât decât baloanele de săpun.”
Clarke ridică ipoteza posibilității vieții pe Jupiter, deși aceasta este o planetă gazoasă care nu ar putea susține forme de viață similare cu a noastră. El propune o zoologie complet diferită de conceptele familiare:
- nori mici ornați cu pete roșii-maronii similare, care străbat versanții 'munților' de spumă ca niște oi uriașe și comunică în bandă metrică
- pungi de gaz vii gigantice care plutesc între înălțimile înghețate și abisurile fierbinți și se pot apăra cu ajutorul șocurilor electrice
- creaturi propulsate prin jet, similare caracatițelor, care vânează și devorează baloanele de gaz folosind tentacule lungi terminate cu clești similari unor ferăstraie mecanice
- plancton atmosferic, conceput să plutească precum puful de păpădie pe curenți ascendenți pentru a se reproduce și căzând apoi în abis, unde era ars și reciclat
- alte forme de viață: pânze translucide, tetraedre, poliedre, sfere, gheme de panglici răsucite, etc.

Obligați să aleagă între două sisteme de evoluție a vieții, cel de pe Jupiter și cel de pe Europa, Primii născuți optează pentru cel de-al doilea, deoarece consideră că are șanse mai mari de a duce la apariția vieții inteligente, în timp ce viața de pe Jupiter constituie o fundătură evoluționistă. Prin urmare, transformă planeta Jupiter într-un mic soare a cărui proximitate facilitează dezghețarea suprafeței satelitului. Astfel, în timp ce europanii primesc șansa de a-și continua evoluția pe uscat, jupiterienii sunt distruși în întregime.

## Neconcordanțe în cadrul seriei
- A doua parte a romanului 2001: O odisee spațială se petrece în apropierea planetei Saturn, monolitul aflându-se la suprafața satelitului Iapetus. Romanul 2010 și ecranizarea sa continuă acțiunea filmului 2001, care plasează monolitul și nava Discovery pe o orbită situată între Jupiter și satelitul său Io.
- În filmul 2001, ultimele cuvinte sunt cele ale unei înregistrări legate de misiune, în timp ce în roman, David Bowman exclamă: „Dumnezeule, e plin de stele!”. Deși continuă filmul 2001 și nu cartea, romanul 2010 (și ecranizarea acestuia) prezintă acest citat.
- Când Bowman rememorează evenimentele din 2001, își amintește încercarea de a recupera cadavrul lui Frank Poole într-o navetă în care se suise fără cască și apoi revenirea la Discovery printr-o ecluză de urgență. Acest incident s-a petrecut doar în filmul 2001, în timp ce în roman HAL deschide toate ecluzele pentru a ucide echipajul în momentul în care Bowman încearcă să-i trezească pe cei trei colegi aflați în stare de animație suspendată.
- În toate romanele seriei Odiseea spațială, precum și în ecranizarea 2010, proiectantul lui HAL este dr. Chandra. Doar în filmul 2001: O odisee spațială el este numit dl. Langley.
- În 3001, monoliții părăsesc sistemul solar, ceea ce nu se potrivește cu evenimentele relatate în epilogul romanului 2010, a căror acțiune se petrece în 20.001.
- Monoliții sunt prezentați în acest roman diferă de cei din romanele anterioare. Dacă monolitul din 2001 era capabil de transmisii superluminice și era prezentat ca o entitate gânditoare binevoitoare, mesajul trimis de Marele Zid din 3001 are nevoie de 450 de ani pentru a ajunge la destinație și a primi răspuns, iar monolitul este destul de drastic în aprecierile legate de rasa umană. Transcendența lui David Bowman ca un Copil-al-Stelelor este explicată acum ca un caz firesc de încărcare într-un calculator.
- În 2010, Bowman îi apare lui Floyd folosindu-se de praful din cabină, pe care îl aglomerează să formeze propriul corp și chip, pentru a-l avertiza că nava Leonov trebuie să plece din apropierea lui Jupiter în cel mult 15 zile. Floyd reușește cu mare dificultate să-și convingă colegii despre faptul că nu a avut o halucinație, deoarece evenimentul nu fusese înregistrat de computer. Totuși, în 3001, dr. Allister Kim îi prezintă lui Poole o înregistrare a acelui eveniment.
- În 2061, o copie a conștiiței lui Heywood Floyd se alătură lui Bowman și HAL în monolitul Marele Zid. În romanul următor nu se mai face nicio mențiune a acestui eveniment.
- În 3001, Pământul este înconjurat de un habitat inelar aflat pe orbită geostaționară în jurul său, de care este legat prin patru „turnuri” (lifturi spațiale), aflate la distanțe egale pe ecuator. Pe de altă parte, epilogul lui 2061 vorbește despre un habitat inelar conectat la Pământ prin șase „turnuri”.
- În același roman sunt schimbate și unele date. Se vorbește despre colapsul URSS-ului din 1991, însă în cărțile anterioare el încă mai exista în secolul al XXI-lea. Data nașterii lui Frank Poole este mutată în 1996, misiunea Discovery (din 2001) în jurul anului 2030, iar misiunea Leonov (din 2010) în jurul anului 2040. În afară de asta, Poole remarcă faptul că energia vidului era deja folosită în 2020, când primele trei cărți vorbeau că, în 2061, cea mai evoluată sursă de energie ar fi fost fuziunea la rece. Energia vidului ar fi făcut ca motorul cu plasmă și reactorul cu fisiune al navei Discovery să fie deja învechite la data misiunii, chiar și luând în considerare noua dată în care 3001 pretinde că ar fi avut loc (adică anul 2030).

În prefața romanului 2061, Clarke face câteva precizări legate de aceste neconcordanțe:
„Așa cum 2010 nu era o urmare directă a lui 2001, această carte nu este o urmare liniară a lui 2010. Romanele trebuie socotite variațiuni pe aceeași temă, presupunând multe dintre aceleași personaje și situații, dar fără ca acțiunile lor să se desfășoare în mod necesar în același univers. Descoperirile făcute după 1964 au făcut imposibilă menținerea unei uniformități, romanele ulterioare încorporând descoperiri și evenimente care nu se petrecuseră la data scrierii primelor cărți.”

## Anecdote
- După ce a participat la premiera filmului 2001, Clarke a părăsit înlăcrimat cinematograful la pauză, după ce a vizionat o scenă de unsprezece minute (care nu a apărut în versiunea difuzată pe piață) în care un astronaut face jogging în nava spațială, o idee a lui Kubrick de a arăta publicului ce plicticoasă poate fi călătoria spațială.[13]
- În filmul 2010, Clarke are o apariție episodică în rolul unui om care hrănește porumbeii în timp ce Dr. Heywood Floyd este prins într-o conversație în fața Casei Albe.
- În același film, în scena spitalului în care apare mama lui David Bowman, se vede coperta unui număr din Time în care Clarke este președintele american și Kubrick premierul sovietic.
- Modulul de comandă al misiunii Apollo 13 (1970) a fost botezat „Odiseea”.
- Înaintea exploziei rezervorului de oxigen care a dus la anularea misiunii, echipajul asculta „Zarathustra” a lui Richard Strauss, temă folosită în filmul 2001[9].
- Jack Swigert, comandantul misiunii, a transmis prin radio Centrului de Comandă: „Houston, avem o problemă.” În 2001, HAL l-a anunțat pe Frank Poole despre existența unei probleme folosind cuvintele „avem o problemă.”
- În capitolul 35 al romanului 2001, Clarke descrie Ochiul lui Iapetus, „un oval de un alb sclipitor... cu margini atât de precise, încât lăsa impresia că... fusese trasat cu grijă pe suprafața micii Luni”, cu un mic punct negru în centru (monolitul). Primele imagini detaliate ale satelitului au fost fotografiile trimise ulterior de Voyager 1, în care apărea un oval mare perfect tăiat, cu un mic punct negru în mijloc[9].

## Ecranizări
Filmul 2001: O odisee spațială, lansat cu câteva luni înaintea publicării romanului lui Clarke, a avut parte de o primire în general favorabilă. Deși unii critici - în special din rândul scriitorilor SF - au fost dezamăgiți de banalitatea dialogurilor, marea majoritate au fost impresionați de efectele speciale și de grandoarea filmului, pe care l-au considerat un reper pentru filmele de gen.
În afara faptului că a avut un succes financiar uriaș, adunând 190 de milioane de dolari în condițiile în care bugetul a depășit cu puțin 10 milioane, filmul a fost recompensat și cu o serie de premii, printre care se numără premiul Oscar pentru "Cele mai bune efecte vizuale" și premiul Hugo pentru "Cea mai bună prezentare dramatică"
Spre deosebire de proiectul 2001, în care filmul și romanul au fost concepute în paralel, filmul 2010 constituie o ecranizare a romanului omonim. Deși nu s-a bucurat de succesul predecesorului, filmul a fost bine primit de criticii.